# Lazányi Endre
Lazányi Endre (névváltozat: Lazányi András) (Dés, 1914. május 14. – Margitta, 2009. augusztus 10.) növénybiológus, genetikus, természettudományi szakíró.

## Életútja
Középiskolát Kolozsvárt végzett (1931), az I. Ferdinánd Egyetemen szerzett diplomát (1935). Középiskolai tanár Gyulafehérvárt (1937–40), Désen (1940–44). Egyetemi pályára lépett: 1945-től a Bolyai Tudományegyetemen Csík Lajos tanársegéde, akinek vezetése alatt a biológiai tudományok doktora címet szerezte meg (1947), majd 1948-tól a kolozsvári Mezőgazdasági Főiskola magyar tagozatának szervezője, adjunktus, ill. egyetemi tanár.
Részt vett a berlini tudományos akadémia ama ülésszakán, ahol a klasszikus genetika visszanyerte megillető helyét a Liszenko-féle hamis örökléselmélettel szemben (1955). A szulfonamidon biológiai hatásáról írt dolgozatáért megkapta a Román Akadémia Teodorescu-díját (1965). Tanulmányokat folytatott a gaterslebeni Kultúrnövénykutató Intézetben, romániai küldöttként beszámolt genetikai eredményeiről a brünni Mendel-emlékgyűlésen (1965), a stockholmi svéd egyetem meghívott kutatója (1969). Nyugalomba vonulása (1974) után témái: a kromoszóma-evolúció a kultúrnövények fejlődéstörténetében s a kultúrnövények mennyiségi jellegeinek megváltoztatása a poligének indukált felerősítése által. A Columbia University New Jersey (USA) 1992-es évkönyvében A darwini fokozatos változékonyság genetikai alapja c. tanulmánya jelent meg angolul.
Első írása Keszy-Harmath Erzsébet társszerzővel a Studii și Cercetări Științifice (Kolozsvár, 1955) számára készült. Önálló kutatásainak eredményeiről a Román Akadémia szakfolyóirataiban s tudományos prioritásokat közlő nemzetközi folyóiratokban (Biologisches Zentralblatt, Zsurnal Obscsej Biologi, Die Naturwissenschaften, Mutation Research, International Journal of Radiation Biology, Zeitschrift für Pflanzenzüchtung) számolt be. Közleményeinek témája: mutáció- és kromoszómakutatás. Egy magyar nyelvű tanulmányát Kromoszóma-evolúció és a fajok tömeges kihalása cím alatt a Korunk Évkönyv 1973-ban közölte. Ismeretterjesztő cikkei a Korunk, A Hét, Probleme Agricole hasábjain jelentek meg.
A Természet Világa 1983-ban közölte a Kisérletileg irányított evolúció című cikkét.
Nyolcvanévesen Debrecenbe költözött, és Lazányi András néven tovább folytatta kutatói tevékenységét. 2006-ban megszerezte az MTA doktora címet Növénynemesítés a poligének indukált amplifikációja segítségével című tézisével.
2009-ben Margittán hunyt el, és ott is van eltemetve.

## Kötetei
- A kukorica nemesítése (1955);
- Fontosabb termesztett növényeink ivaros szaporodásáról (1957);
- Átöröklés és evolúció (1983).

## Források

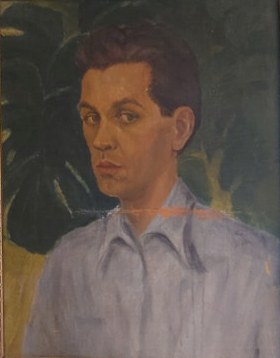
Fiatalkori önarcképe

## Kapcsolódó információk
- Gy. Mándy: Lazányi Endre: Fontosabb termesztett növényeink ivaros szaporodásáról. Recensio. Acta Agronomica Academiae Scientiarum Hungaricae, Budapest, 1968/3-4.
- László Béla lejegyzésében: A növénynemesítés kutatója. Beszélgetés. Korunk, 1968/1.
- Szabó T. Attila: Lazányi Endre 75 éves születésnapjára. Növénytermesztés, Budapest, 1990/2.